# Шендерівська волость
Шендерівська волость — історична адміністративно-територіальна одиниця Канівського повіту Київської губернії з центром у містечку Шендерівка.
Станом на 1886 рік складалася з 15 поселень, 12 сільських громад. Населення — 12917 осіб (6604 чоловічої статі та 6313 — жіночої), 1735 дворових господарств.
|                     | Площа, десятин | У тому числі орної, дес. |
| ------------------- | -------------- | ------------------------ |
| Сільських громад    | 8433           | 6323                     |
| Приватної власності | 11355          | 5553                     |
| Іншої власності     | 500            | 374                      |
| Загалом             | 20288          | 12250                    |

Основні поселення волості:
- Шендерівка — колишнє власницьке містечко при річці Боровиця за 55 версти від повітового міста, 2609 осіб, 397 дворів, 2 постоялих будинки, 7 лавок, винокурний завод.
- Комарівка — колишнє власницьке село при річці Боровиця, 619 осіб, 121 двір, православна церква, школа, постоялий будинок.
- Сидорівка — колишнє власницьке село при річці Субота, 1099 осіб, 156 дворів, православна церква, школа, лікарня, постоялий будинок, бурякоцукровий завод.
- Стеблівська Миколаївка — колишнє власницьке село при річці Рось, 553 особи, 111 дворів, постоялий будинок, водяний млин.
- Стеблів — колишнє власницьке містечко при річці Рось, 2267 осіб, 435 дворів, православна церква, католицька каплиця, 2 єврейських молитовних будинки, школа, 4 постоялих двори, 6 постоялих будинків, 24 лавки, 2 вітряних млина, крупорушка, бурякоцукровий і рафінадний заводи, суконна фабрика.
- Хильки — колишнє власницьке село при урочищі Кириченковім, 340 осіб, 71 двір, православна церква, постоялий будинок.
- Хирівка — колишнє власницьке село при річці Хоробра, 340 осіб, 71 двір, православна церква, постоялий будинок.
- Яблунівка — колишнє власницьке село при річці Рось, 395 осіб, 68 дворів, православна церква, постоялий будинок, 2 водяних млина.

Старшинами волості були:
- 1909—1915 роках — Марко Павлович Єфименко[2],[3],[4],[5],[6].